# Parallelia digona
Parallelia digona är en fjärilsart som beskrevs av Paul Mabille 1879. Parallelia digona ingår i släktet Parallelia och familjen nattflyn. Inga underarter finns listade i Catalogue of Life.